# Ulrich Drepper

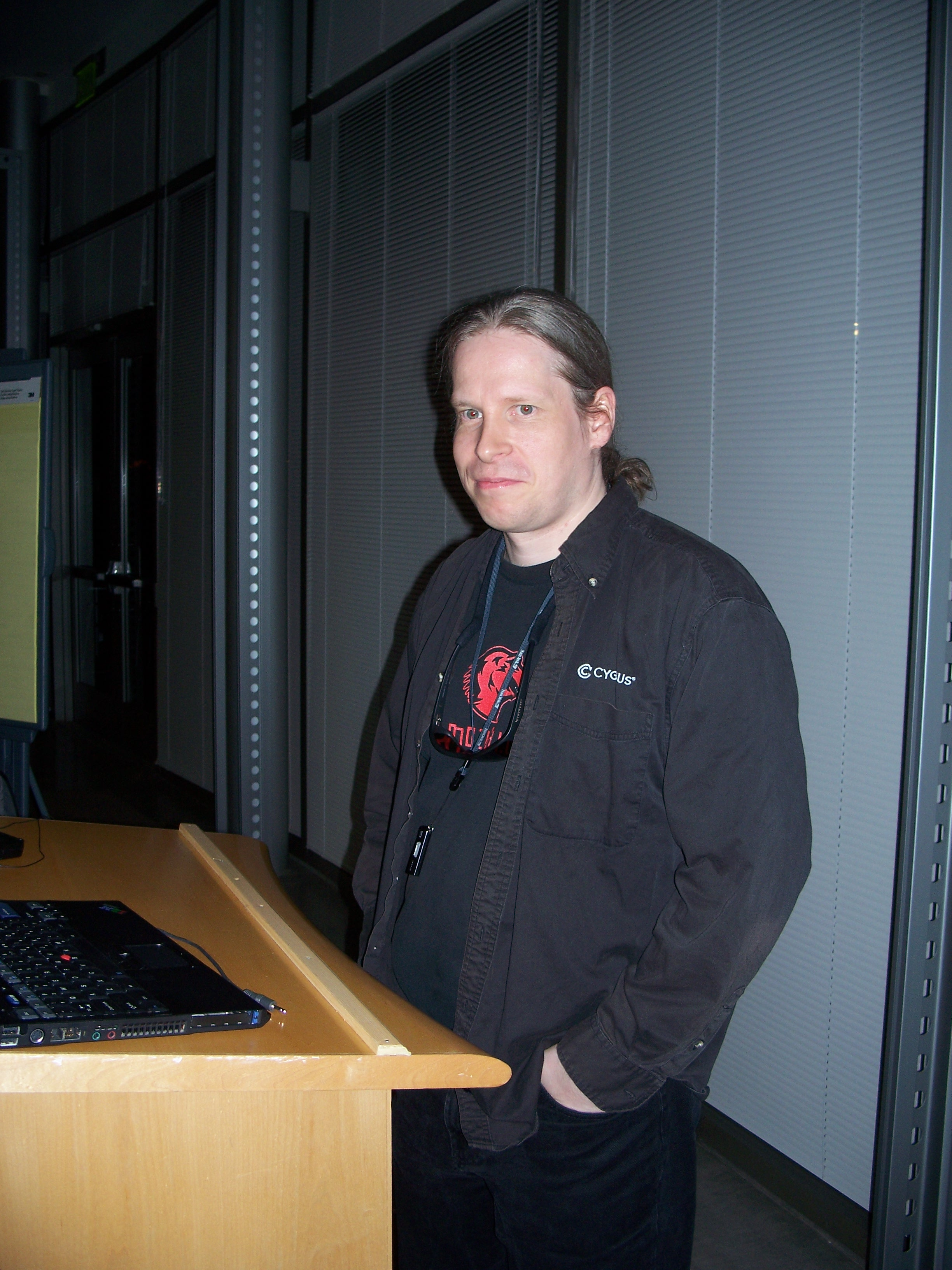
Ulrich Drepper (2007)

Ulrich Drepper (geboren 1968) ist ein Informatiker und war von 2001 bis 2012 Chefentwickler und Verwalter des „GNU C standard library“-Projektes glibc.
Drepper erhielt sein Diplom im Fach Informatik an der Universität Karlsruhe. Ab 1996 arbeitete er für die Firma Cygnus Solutions. Von 1999 bis September 2010 war er Mitarbeiter des Linux-Distributors Red Hat, bevor er im Oktober 2010 zu Goldman Sachs wechselte. Seit April 2017 arbeitet Drepper wieder für Red Hat. Des Weiteren ist er Mitglied im x86open-Projekt und Autor von Fachartikeln über Systemprogrammierung.

## Publikationen (Auswahl)
- Linux Threads Programming: Linux Concurrency And Performance, Prentice Hall, 2011. ISBN 978-0-131-48726-0.